# Яковенко, Дмитрий Александрович
Дми́трий Алекса́ндрович Якове́нко (укр. Дмитро Олександрович Яковенко; род. 6 мая 1971, Каратау, Джамбулская область) — украинский футболист, полузащитник.
Единственную игру за сборную Украины сыграл 18 мая 1993 года против сборной Литвы (2:1).

## Достижения
- Серебряный призёр Чемпионата Украины: 1992/93